# Patrice Gay
Pas d'image ? Cliquez ici
Patrice Gay, né le 14 novembre 1973 à Bourges, est ancien pilote automobile français.

## Biographie
Patrice Gay a commencé à courir en Championnat de France de Formule 3 en 1996, remportant une victoire et terminant troisième au classement final. Il revient dans la série l'année suivante et remporte le championnat avec 3 victoires et 9 podiums en 17 courses. Il a également été finaliste du Grand Prix de Macao. 
Il a également piloté pour Courage Compétition aux 24 Heures du Mans 1998, mais la voiture n'a pas terminé. Il est revenu au Mans en 1999 au sein de Pescarolo Sport et a terminé 9e. 
Il est ensuite revenu à la monoplace en 2000 dans les World Series by Nissan pour Campos Motorsport. Il a terminé cinquième du championnat avec deux victoires.